# Kokaj
Kokaj (albanisch auch Inatoc/i, serbisch Инатовце Inatovce) ist ein Dorf in der Gemeinde Gjilan im Kosovo.

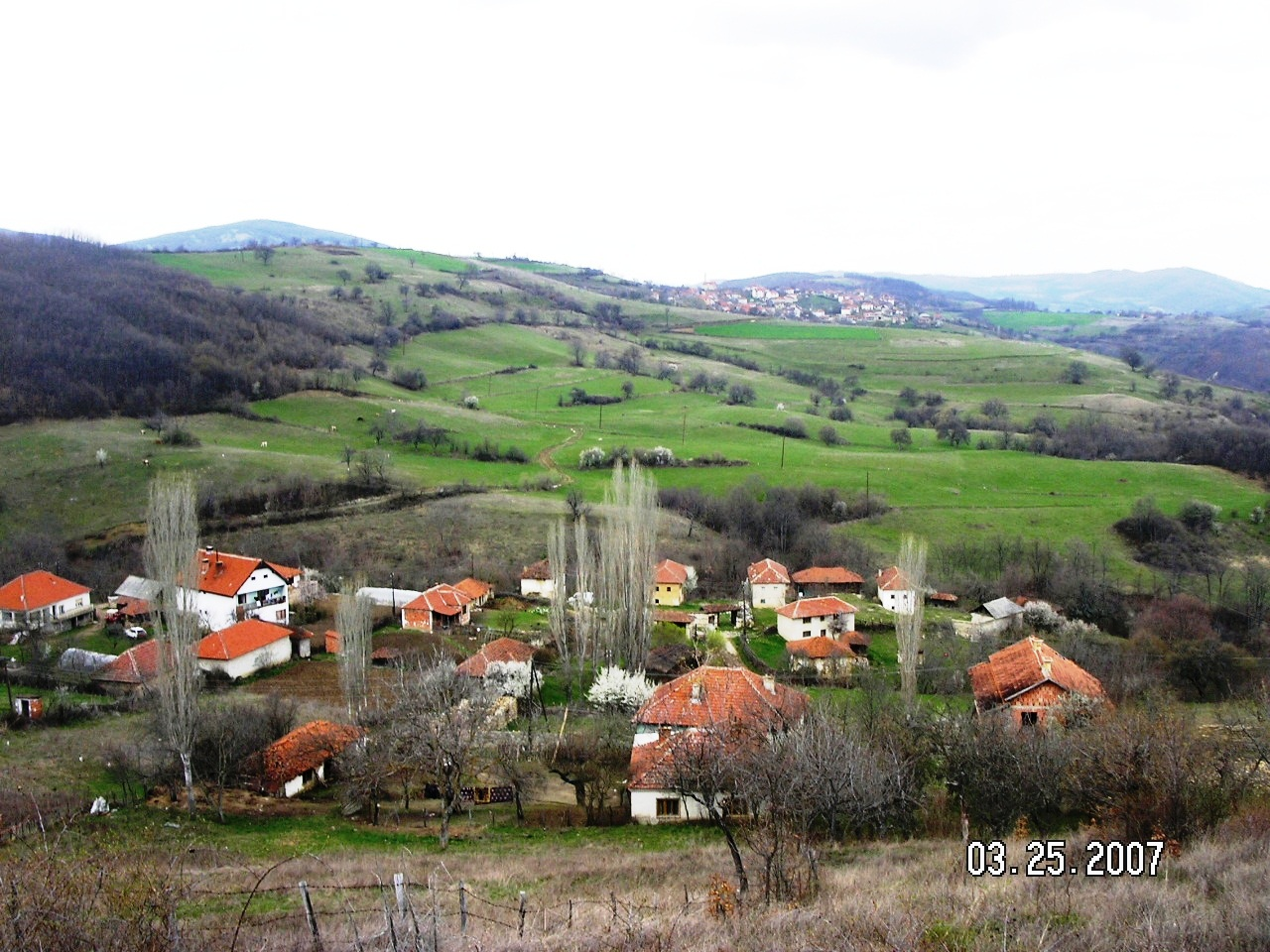
Blick auf Kokaj (2007)

## Geographie
Kokaj liegt im Südosten des Gebiets der Gemeinde Gjilan, also am südöstlichen Rande Kosovos. Das Dorf befindet sich tief in den Bergen Malet e Karadakut oder auch Malet e Zeza (serbisch und mazedonisch Скопска Црна Гора/Skopska Crna Gora) und ist 18 Kilometer vom Gemeindehauptort Gjilan entfernt. Es grenzt im Norden an das Lloca-Gebiet, im Osten an Sllubica, im Süden an Magjeren und Ranatocin (das zur Gemeinde von Preševo in Serbien gehört) und westlich an Muçibaba und Burica. Die Gesamtfläche des Gebiets Kokaj ist etwa 402,52 Hektaren groß. Nördlich des Dorfes liegt Pogragja und die Festung von Pogragja.
Im Dorf befindet sich eine Grundschule, die im Jahre 1967 errichtet wurde.

## Bevölkerung
| Jahr | Einwohner |
| ---- | --------- |
| 1948 | 250       |
| 1953 | 289       |
| 1961 | 342       |
| 1971 | 386       |
| 1981 | 375       |
| 1991 | 354       |
| 2011 | 30        |

Laut Volkszählung 2011 hatte Kokaj damals 30 Einwohner. Davon bezeichneten sich alle als Albaner.
Die gesamte Bevölkerung bekannte sich 2011 zum Islam.

## Verkehr
Südwestlich von Kokaj befindet sich die M-25.2 die in Richtung Gjilan und zum Grenzübergang Muçibaba verläuft. Im Norden verläuft die M-25.3 ebenfalls in Richtung Gjilan sowie nach Ranilug und zum Grenzübergang Končulj. Geplant ist, die R 7.1 parallel zur M-25.3 von Lipjan bis zum serbischen Dorf Končulj über Gjilan zu führen.